# Les Coulisses de l'exploit (film)
Pour plus de détails, voir Fiche technique et Distribution.
Les Coulisses de l'exploit (Eight Men Out) est un film américain écrit et réalisé par John Sayles, sorti en 1988. Le film est l'évocation d'une affaire de corruption ayant entaché le milieu du baseball professionnel, le scandale des Black Sox en 1919.

## Synopsis
Durant l'année 1919, dans les sommets de la ligue professionnelle de baseball, l'épopée d'une poignée de joueurs soumis à la tentation de la corruption ainsi qu'aux dérives qu'elle engendre.

## Fiche technique
- Titre français : Les Coulisses de l'exploit
- Titre québécois : 8 Hommes oubliés
- Titre original : Eight Men Out
- Réalisation : John Sayles
- Scénario : John Sayles, d'après le livre d'Eliot Asinof "8 Men Out"
- Musique : Mason Daring
- Photographie : Robert Richardson
- Montage : John Tintori
- Production : Sarah Pillsbury & Midge Sanford
- Société de production : Orion Pictures
- Société de distribution : Metro-Goldwyn-Mayer
- Pays :  États-Unis
- Langue : Anglais
- Format : Couleur - Dolby - 35 mm - 1.85:1
- Genre : Drame
- Durée : 115 minutes

## Distribution
- John Cusack : George Weaver
- David Strathairn : Eddie Cicotte
- Michael Rooker : Arnold Gandil
- John Mahoney : William Gleason
- Don Harvey : Charles Risberg
- Charlie Sheen : Oscar Felsch
- D. B. Sweeney : Joe Jackson
- Christopher Lloyd : Bill Burns
- Richard Edson : Billy Maharg
- Clifton James : Charles Comiskey
- Michael Lerner : Arnold Rothstein
- Gordon Clapp : Ray Schalk
- Kevin Tighe : Joseph Sullivan
- John Sayles : Ring Lardner
- Studs Terkel : Hugh Fullerton
- James Read : Claude Williams
- Bill Irwin : Eddie Collins
- Michael Mantell : Abe Attell
- Jace Alexander : Dickey Kerr
- Perry Lang : Fred McMullin
- Brad Garrett : Peewee
- Tay Strathairn : Bucky
- Wendy Makkena : Kate Jackson
- Maggie Renzi : Rose Cicotte
- Nancy Travis : Lyra Williams
- Danton Stone : le tueur à gages
- John Anderson : le juge Kenesaw Mountain Landis
- Barbara Garrick : Helen Weaver